# Golfbana

Ett av hålen på en golfbana.

En golfbana är en golfklubbs hela område för utövande av golf. Golfbanan består av så kallade hål, som är spelplanerna vid spel. En golfbana byggs alltid med nio hål i taget, och kan alltså bestå av 9, 18, 27 hål, och så vidare.
Det finns sex olika huvudtyper av golfbanor. En bana kan helt och hållet vara någon av typerna men det finns också banor som är en kombination av olika bantyper:
- Hedbana
- Linksbana
- Parkbana
- Seasidebana
- Skogsbana
- Ängsbana

## Banans utformning
1. Tee - Utslagsplatsen
2. Vattenhinder - Ett hinder som ligger i spelriktningen mot greenen.
3. Ruff och semiruff - Ytor närmast fairway med högre klipphöjd än fairway.
4. Out of bounds - Utanför banans gräns är spel inte tillåtet. Ofta finns där privat mark eller allmänna vägar.
5. Bunkrar - Ett hinder som finns både på fairway (fairwaybunker) och vid greenen (greenbunker).
6. Sidovattenhinder - Ett hinder som går längs spelriktningen mot hålet. Ett sidovattenhinder kan även övergå till att vara ett vattenhinder.
7. Fairway
8. Green - Ibland finns det två greener på ett hål. Den ena greenen brukar användas som provisorisk green (reservgreen) när den ordinarie greenen har tagits ur spel. Men oftast används den endast till spel på vintern.
9. Flaggan - Flaggan sitter i hålet för att spelaren ska se hålets placering på längre avstånd.
10. Hålet - Hålet, eller koppen, är den plats där sista slaget slås. När bollen har rullat i koppen är spelet på hålet avslutat.